# Diocese de Primavera do Leste-Paranatinga
A Diocese de Primavera do Leste-Paranatinga (em latim: Dioecesis Primavera non Leste-Paranatinguensis) é uma circunscrição eclesiástica da Igreja Católica no Brasil, pertencente à Província Eclesiástica de Cuiabá e ao Conselho Episcopal Regional Oeste II da Conferência Nacional dos Bispos do Brasil, sendo sufragânea da Arquidiocese de Cuiabá. A sé episcopal é a Catedral de São Cristóvão que está localizada no município de Primavera do Leste. Há também a Concatedral de São Francisco Xavier, na cidade de Paranatinga, no estado de Mato Grosso.

## Histórico
A Prelazia de Paranatinga (em latim: Territorialis Praelatura Paranatinguensis) foi erigida a 23 de dezembro de 1997, pelo Papa João Paulo II, desmembrada das dioceses de Barra do Garças, Rondonópolis e Sinop. Constituíam a prelazia os seguintes municípios: Campinápolis, Novo São Joaquim, Planalto da Serra, Gaúcha do Norte, Paranatinga, Nova Brasilândia e Santo Antônio do Leste.
Foi confiada pela Santa Sé aos cuidados da Congregação dos Sacerdotes do Sagrado Coração de Jesus.
Em 25 de junho de 2014, o Papa Francisco elevou a prelazia a diocese, porém com sua sé em Primavera do Leste, através de modificações em toda a Província eclesiástica, especialmente na Diocese de Rondonópolis Guiratinga.

## Demografia
Após a elevação a diocese, passou a abranger os territórios dos seguintes municípios (um total de 12): Campinápolis, Campo Verde, Chapada dos Guimarães, Gaúcha do Norte, Jarudoré, Nova Brasilândia, Novo São Joaquim, Paranatinga, Planalto da Serra, Poxoréu, Primavera do Leste e Santo Antônio do Leste.
O território da diocese é de 98.056 km², organizado em 17 paróquias, contando com uma população de 170 mil habitantes.

## Bispos
|                 | Nome                                 | Período     | Notas                       |
| Bispos          | Bispos                               | Bispos      | Bispos                      |
| --------------- | ------------------------------------ | ----------- | --------------------------- |
| 3º              | João Aparecido Bergamasco, S.A.C.    | 2023- Atual |                             |
| 2º              | Derek John Christopher Byrne, S.P.S. | 2014-2023   |                             |
| 1º              | Vital Chitolina, S.C.J.              | 1997-2011   | Nomeado Bispo de Diamantino |
| Administradores |                                      |             |                             |
|                 | Mário Antônio da Silva               | 2023        | Arcebispo de Cuiabá         |